# Hjälstaviken

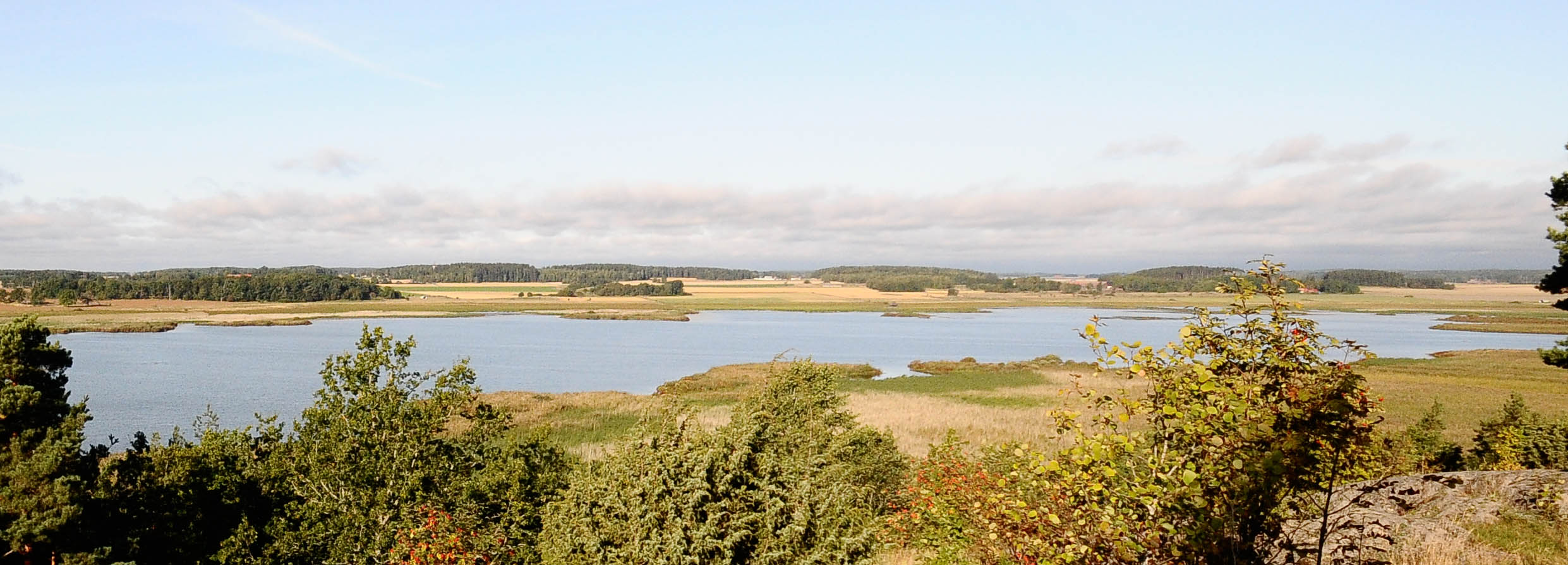
Hjälstaviken sedd från Kvarnberget öster om sjön.

Hjälstaviken är en sjö och en våtmark belägen  17 kilometer öster om Enköping i Enköpings kommun och Håbo kommun i Uppland och ingår i Norrströms huvudavrinningsområde. Sjön har en area på 1,42 kvadratkilometer och ligger 0 meter över havet. Hjälstaviken ligger i  ett naturreservat med samma namn.  Sjön avvattnas av vattendraget Hjälstaån.
Hjälstaviken är ett av 66 så kallade Ramsar-områden i Sverige. 
Hjälstaviken är en av Sveriges mest kända fågelsjöar. Förut var det en vik av Mälaren men idag är den en grund lerslättssjö .

## Fåglar
Runt sjön finns det åkermark, sankängar och ädellövskog, vilket gör att Hjälstaviken innehar likväl typiska sjöfåglar som skogsfåglar. Av i Stockholmstrakten relativt sällsynta häckfåglar i Hjälstaviken kan nämnas skäggmes och dvärgmås. Vid Hjälstaviken finns både ett fågeltorn som ger överblick över vattnet, och en spång in i vassen från vilken områdets vassfåglar (som skäggmes och vattenrall) kan observeras.
Det är främst svanarna som har gjort området känt utanför fågelskådarkretsar. Svanarna omtalas av Linné och troligen så häckade de redan kring 1621 då Gustav II Adolf regerade. Knölsvanen var talrikast under slutet på 1800-talet, med 30 häckande par. Nu häckar den med något enstaka par.
Under september och oktober rastar tusentals grågäss och sädgäss i våtmarken.

## Delavrinningsområde
Hjälstaviken ingår i delavrinningsområde (661686-158793) som SMHI kallar för Utloppet av Hjälstaviken. Medelhöjden är 15 meter över havet och ytan är 13,04 kvadratkilometer. Det finns ett avrinningsområde uppströms, och räknas det in blir den ackumulerade arean 54,74 kvadratkilometer. Hjälstaån som avvattnar avrinningsområdet har biflödesordning 2, vilket innebär att vattnet flödar genom totalt 2 vattendrag innan det når havet efter 78 kilometer. Avrinningsområdet består mestadels av skog (17 procent), öppen mark (15 procent) och jordbruk (55 procent). Avrinningsområdet har 1,25 kvadratkilometer vattenytor vilket ger det en sjöprocent på 9,6 procent.